# 德貞 (傳教士)
德貞（英語：John Dudgeon；1837年4月7日—1901年2月22日），字子固，又作德約翰、杜德珍。英国医生、傳教士和汉学家。曾任英国驻北京公使馆医生，并且是北京基督教会缸瓦市堂的创建者之一。他在华居住了40年。
德貞毕业于爱丁堡大学和格拉斯哥大学，于1862年在格拉斯哥大学得到了医学博士和外科硕士。1863年他到达中国，在英国驻北京公使馆先受聘为医生，然后受聘为咨询外科医生。在当地的帝国学院（京师同文馆）受聘为解剖和生理学教授。1864年，在和伦敦会关联的北京医院，他受聘为外科医生。 C. F. Gordon Cumming在他的《漂泊在中国》一书中谈到德貞博士在这个医院的工作时说：“即使这个城市的健康还处于正常状态中时，照料这个医院是如此的严肃，德貞博士如何能完成他的日常工作对我来讲是个奇迹。首先他个人必须每天早上为120名病人开出处方，同时还有繁重的出诊任务包括几个其他国家的公使馆。这需要在酷暑中坐着没有弹簧减震的马车长途跋涉。他还每天需要抽出两个小时的时间和他的学生们专心把一些有价值的书翻译为中文，当然他还要为政府学院准备讲义或者讲课。”
德貞同时是个汉学家。他在北京长期居住时，有一些特别的机会研究当地人的礼仪和风俗。在他半年一次为中国海关海事服务机构提交的报告中，包含了大量有价值的关于气候状况、自然特征和河流流域的信息，也有对居民健康习惯的信息。他是《脫影奇觀》的作者，也是中文報刊《中西聞見錄》“奎宁的优点”一文的作者，在该文中他指出了进口伪造药物的危险性。在中华医学期刊上，他还发表了现代中国解剖学和关于中国外科医学的论文。在其他的医学期刊上也发表过数篇论文，主题尤其集中在关于这个“中央王国”的临床医学和药学。
德貞也许是除了赫德（Sir Robert Hart）之外在中国最有名的欧洲人。他也是自信的中国社会活动家，他了解这个天朝机器的内在运作方式。他也是第一个向世界透漏中国和俄国签订秘密条约消息的人。他是英国医学协会的会员。